# 傅元國
傅元國教授（Prof. Philip Yuen-Ko FU；1933年—2015年5月4日），山東省威海市人，香港教育工作者。曾任香港中文大學崇基學院院長（1981-1988）及香港中文大學會計學院院長（1990-1994）。

## 生平
1933年，傅元國在中國威海卫行政区出生。
1957年，傅元國於香港崇基學院經濟系畢業。之後前往美國楊百翰大學學習會計學，於1962年獲得美國楊百翰大學會計學碩士學位。1968年，獲得美國伊利諾大學會計學哲學博士學位。博士畢業後，傅氏返回香港，在崇基學院工商管理學系任教27年，至1995年榮休。
在崇基學院任教期間，曾兼任多項行政要職，包括：
- 崇基學院工商管理學系系主任（1970-1972, 1973-1974）
- 崇基學院會計及財務學部主任（1974-1977）
- 崇基學院工商管理學院院長（1976-1977）
- 香港中文大學會計及財務學系系主任（1980-1984）
- 香港中文大學崇基學院院長（1981-1988）
- 香港中文大學會計學院院長（1990-1994）

1977年，傅氏任崇基宿舍委員會主席期間，捐款創立「傅元國盃」，鼓勵宿生參加運動比賽，活動迄今仍每年舉行，成為崇基傳統之一。傅氏於1982年創立「黃林秀蓮訪問學人計劃」，每年邀請國際知名學人到訪崇基學院演講，並一直舉辦至今。傅氏亦致力增加學院獎學金，例如「胡格非紀念獎學金」。
傅氏退休後定居美國，於2015年5月4日在美國伊利諾州內珀維爾市辭世，享年82歲。10月18日，香港中文大學崇基學院禮拜堂舉行「傅元國教授生命禮讚追思會」以作追思。

## 個人生活
傅元國的夫人謝斐儀（Gail S. Fu），於六十年代中曾任崇基學院的 Wellesley-Yenching Fellow，1968年起於崇基及中大英文系任教多年，直至九十年代末退休。